# 牧野康哉
牧野 康哉（まきの やすとし）は、信濃小諸藩の第9代藩主、江戸幕府の若年寄。越後長岡藩分家牧野家11代。

## 経歴
文政元年（1818年）10月17日、常陸笠間藩主牧野貞幹の次男として江戸日比谷で生まれる。幼少時より聡明であり、西洋通で知られた。小諸藩の第8代藩主牧野康命の養子となり、天保3年（1832年）に康命が死去したため家督を継ぎ、従五位下・遠江守に叙位・任官する。
天保の大飢饉で藩内に大被害を受けると、育児法を制定して子育米を配給するなど、子女の救済を積極的に行った。また、当時は天然痘が流行していたが、未だ種痘は世間に認知されておらず普及していなかった。そこで藩医を長崎に学ばせた上、初めに自分の娘2人に種痘を施しその普及に努めた。これは日本初の種痘の実施である。
安政2年（1855年）には農村救済のために農村復興方を設置した。さらに家臣に二宮尊徳の報徳仕法を学ばせて実施したり、凶作に備えて貯蓄を行なうなどしている。産業の奨励も行ない、領内の小県郡長瀬・立岩などで和紙の製造業が盛んになったのも、康哉の時代からである。
これら一連の藩政の成功は幕府からも高く評価され、奏者番等を経て安政5年（1858年）には若年寄に任じられ、将軍継嗣問題では井伊直弼を支持し、直弼のブレーンとして幕府の中枢で活躍した。文久3年（1863年）6月13日に死去した。享年46。跡を長男の康済が継いだ。
康哉の業績は高く評価されており、懐古園には「牧野公遺徳碑」が建設されている。

## 門閥の平均化

### 概要
天保年間後半に門閥の平均化の作業が行われている。足高制はわずかな例外に留め、家柄に応じて支給する持高を引き下げて、役職手当を整備するという内容であった。
これにより、有能な人材が登用しやすくなった一方で、お家騒動がおきやすい土壌を醸成してしまったことは、否めない。

### 不祥事続きの大胡以来[1]家臣・木俣家を除き、結果的に順送り人事
小諸馬場町大火（現在の小諸市古城二丁目）で知られる木俣家以外は、天保年間末ごろを基準とすれば、用人格以上の格式を持つ家については、次のようなことが言える。
天保年間以降から、廃藩までの期間に、用人格以上の家は、用人職以上に短期間でも、1度は、就任していることが確認できる。つまり、不祥事・非行を繰り返した木俣家（重郎右衛門・多門家系）を例外とすれば、順送り人事によって、栄誉的に花道が作られていたことがうかがわれる。下記掲載の江戸武鑑にある木俣熊之進とは、当家から分家として分出された家である。

## 万延元年の江戸武鑑による主要家臣
「大武鑑・中」に掲載された万延元年（1860年）の武鑑に掲載された家臣。江戸武鑑は、当時の民間出版によるものなので、確実性に乏しい面がある。小諸藩の一次史料と異なる部分が多数ある。
- (家老・家老家）
- 武鑑上では他藩の家老同様に役職名記載無しで、2名記載
加藤六郎兵衛（定府）、牧野八郎左衛門
- 用人
小諸藩の用人の定数は原則3名であるが、7名の記載がある。側用人も用人として記載しているものとみられる。小諸藩において、側用人は用人より2階級低く、職権・職域もまったく異なる。
本間九郎左衛門（定府）、河合作兵衛、稲垣左一兵衛（定府）、真木蔵太、神戸安右衛門、加藤孫蔵（定府、附兼務）、真木九馬右衛門（公用人兼務）
- 公用人（用人兼務者除く）
本間彦作（定府）、木俣熊之進（定府）
- 取次頭取
古畑政右衛門、稲垣左織

## 系譜
父母
- 牧野貞幹（実父）
- 牧野康命（養父）

正室、継室
- 松平信豪の娘（正室）
- 朽木綱條の娘（継室）

子女
- 牧野康済（次男）
- 本多忠直（五男）
- 牧野康保
- 牧野清子 - 牧野忠泰継室、のち牧野忠毅正室